# Hemicythara
Hemicythara é um gênero de gastrópodes pertencente à família Mangeliidae.

## Espécies
- Hemicythara angicostata (Reeve, 1846)
- Hemicythara octangulata (Dunker, 1860)

Espécies trazidas para a sinonímia
- Hemicythara melanostoma A. Garrett, 1873: sinônimo de Hemicythara angicostata (L.A. Reeve, 1846)
- Hemicythara scalata S.M. Souverbie, 1874: sinônimo de Hemicythara angicostata (L.A. Reeve, 1846)